# John A. Quackenbush
John Adam Quackenbush, född 15 oktober 1828 i Schaghticoke, New York, död 11 maj 1908 i Schaghticoke, New York, var en amerikansk politiker (republikan). Han var ledamot av USA:s representanthus 1889–1893.
Quackenbush efterträdde 1889 Edward W. Greenman som kongressledamot och efterträddes 1893 av Jacob LeFever. Han är begravd på Elmwood Cemetery i Schaghticoke.